# Jorge Raúl Pérez
Jorge Raúl Pérez (Provincia de Entre Rios, Argentina, 1944-Rosario, Argentina, 10 de noviembre de 2011) fue un docente y político argentino perteneciente a la Unión Cívica Radical (UCR) y afiliado al Frente Cívico por Santiago.
Se mudó de joven a la ciudad de Añatuya, se desempeñó como concejal de esa ciudad y también como presidente del Consejo General de Educación de Santiago del Estero.
En las elecciones legislativas de 2007 se postuló como diputado nacional, ocupando el tercer lugar en la lista del Frente Cívico por Santiago. Obtuvo la banca con el 52,39% de los votos; juró el cargo el 5 de diciembre de ese año.
Dentro de sus funciones en la Cámara Baja, fue vicepresidente segundo de la comisión de Defensa del Consumidor, el Usuario y la Competencia. También fue vocal en las comisiones de Pequeñas y Medianas Empresas, de Deportes y de Presupuesto y Hacienda.
En 2010, firmó el proyecto de ley que declaraba al útero como "ambiente protegido", para obligar al Ejecutivo a realizar campañas que garanticen la integridad de dicho órgano, iniciativa en contra de la despenalización del aborto. En ese mismo año, durante el debate de la Ley de Matrimonio Igualitario, votó en contra de aprobar dicha norma.
Se presentó en las elecciones legislativas de 2011 para renovar su banca de diputado nacional por el Frente Cívico por Santiago. La lista obtuvo un rotundo triunfo con el 71,03% de los votos y Pérez logró renovar su escaño por cuatro años más.
Sin embargo, falleció de un infarto antes de jurar nuevamente el cargo. Su deceso se produjo en un ómnibus cuando viajaba desde Buenos Aires a su provincia. El hecho ocurrió poco antes de arribar a la Estación Terminal Mariano Moreno de Rosario. Tenía 67 años de edad. Su banca fue ocupada por la primera suplente en la lista, Graciela Navarro.